# Philonotis spongiosa
Philonotis spongiosa là một loài rêu trong họ Bartramiaceae. Loài này được Welw. & Duby A. Gepp mô tả khoa học đầu tiên năm 1901.